# خانه انجوی
خانه انجوی مربوط به دوره قاجار -اوایل دوره پهلوی است و در شیراز، محله سنگ سیاه، بازارچه حاج زینل واقع شده و این اثر در تاریخ ۱۰ خرداد ۱۳۸۲ با شمارهٔ ثبت ۸۶۹۲ به‌عنوان یکی از آثار ملی ایران به ثبت رسیده است.